# Steve Conte
Steve Conte (23 settembre 1960) è un chitarrista e cantante statunitense.
Nato da genitori di origine Italiana (madre Calabrese, padre Lucano), residente a New York, chitarrista e cantante delle band The Contes (precedentemente Crown Jewels), insieme al fratello John, è il chitarrista dei New York Dolls.
Divenne noto all'industria musicale grazie alla sua band Company of Wolves nei primi anni novanta.
Ha collaborato, anche nelle relative tournée, con numerosi artisti tra cui Peter Wolf, Willy DeVille, Maceo Parker, Billy Squier, Suzi Quatro, Jill Jones, Paul Simon, Simon & Garfunkel, Phoebe Snow, David Johansen & The Harry Smiths, Chuck Berry, Willie Nile e altri.
Ha inoltre lavorato, come cantante, con la compositrice Yōko Kanno e il paroliere Tim Jensen per le colonne sonore di numerosi anime.
I principali frutti della collaborazione con Yōko Kanno sono:
- anime Brain Powerd (1998):

True Love (brano interno)
- anime Cowboy Bebop (1998):

Rain (brano interno, raccolto in Cowboy Bebop Original Soundtrack);
Words That We Couldn't Say (brano interno, raccolto in Cowboy Bebop Blue Original Soundtrack 3);
Call Me Call Me (brano interno, raccolto in Cowboy Bebop Blue Original Soundtrack 3)
- anime Cowboy Bebop - Il film (2001):

Diggin' (brano interno, raccolto in Cowboy Bebop Knockin' on Heaven's Door O.S.T. Future Blues);
No Reply (brano interno, raccolto in Cowboy Bebop Knockin' on Heaven's Door O.S.T. Future Blues)
- anime Wolf's Rain (2003):

Stray (sigla d'apertura)
Heaven's Not Enough (colonna sonora episodio 25)
Could You Bite The Hand?
- anime Ghost in the Shell: Stand Alone Complex - 2nd GIG (2004):

Living Inside the Shell (sigla di chiusura)
- Audio CD Song to Fly (2002)

Nowhere And Everywhere
- Audio CD Tune The Rainbow (single, 2003)

The Garden Of Everything (con Maaya Sakamoto, testi di Chris Mosdell e Maaya Sakamoto)